# Cá phổi cẩm thạch
Cá phổi cẩm thạch hay Cá phổi báo, tên khoa học Protopterus aethiopicus, là một loài cá phổi của họ Protopteridae. Chúng được tìm thấy chủ yếu ở châu Phi. Với 133 tỷ cặp base,, chúng là loài động vật có xương sống có bộ gen lớn nhất từng được biết, và một trong những loài động vật có bộ gen lớn nhất. Cùng với Polychaos dubium và Paris japonica ở mức 670 tỷ cặp và 150 tỷ cặp tương ứng.

## Mô tả
Cá phổi cẩm thạch mịn màng, thon dài, và hình trụ với vảy. Đuôi rất dài và thon ở cuối. Chúng có thể đạt chiều dài lên đến 200 cm. Vây ngực và vây bụng cũng rất dài và mỏng, giống như sợi spaghetti. Cá mới nở đã có mang phân nhánh bên ngoài giống như những con sa giông. Sau 2 đến 3 tháng biến đổi nhỏ (gọi là biến thái) thành dạng trưởng thành, mất mang ngoài để mang hở. Những con cá có màu vàng xám hoặc hơi hồng, màu đất với những đốm đá phiến xám đen, tạo ra một hiệu ứng màu cẩm thạch hoặc báo trên thân và vây. Màu sắc đậm phía thân trên và nhẹ hơn ở thân dưới.

## Phân bố
Cá phổi cẩm thạch được tìm thấy tại các quốc gia châu Phi như Tanzania, Ethiopia, Cộng hòa Dân chủ Congo, Kenya, Uganda và Sudan. Cụ thể, loài này thường sống trong các nhánh sông Nile và trong hồ như Albert, Edward, Tanganyika, Victoria, Nabugabo, No và Kyoga.

## Phân loài
- P. a. aethiopicus Heckel, 1851
- P. a. congicus Poll, 1961
- P. a. mesmaekersi Poll, 1961